# 大武町

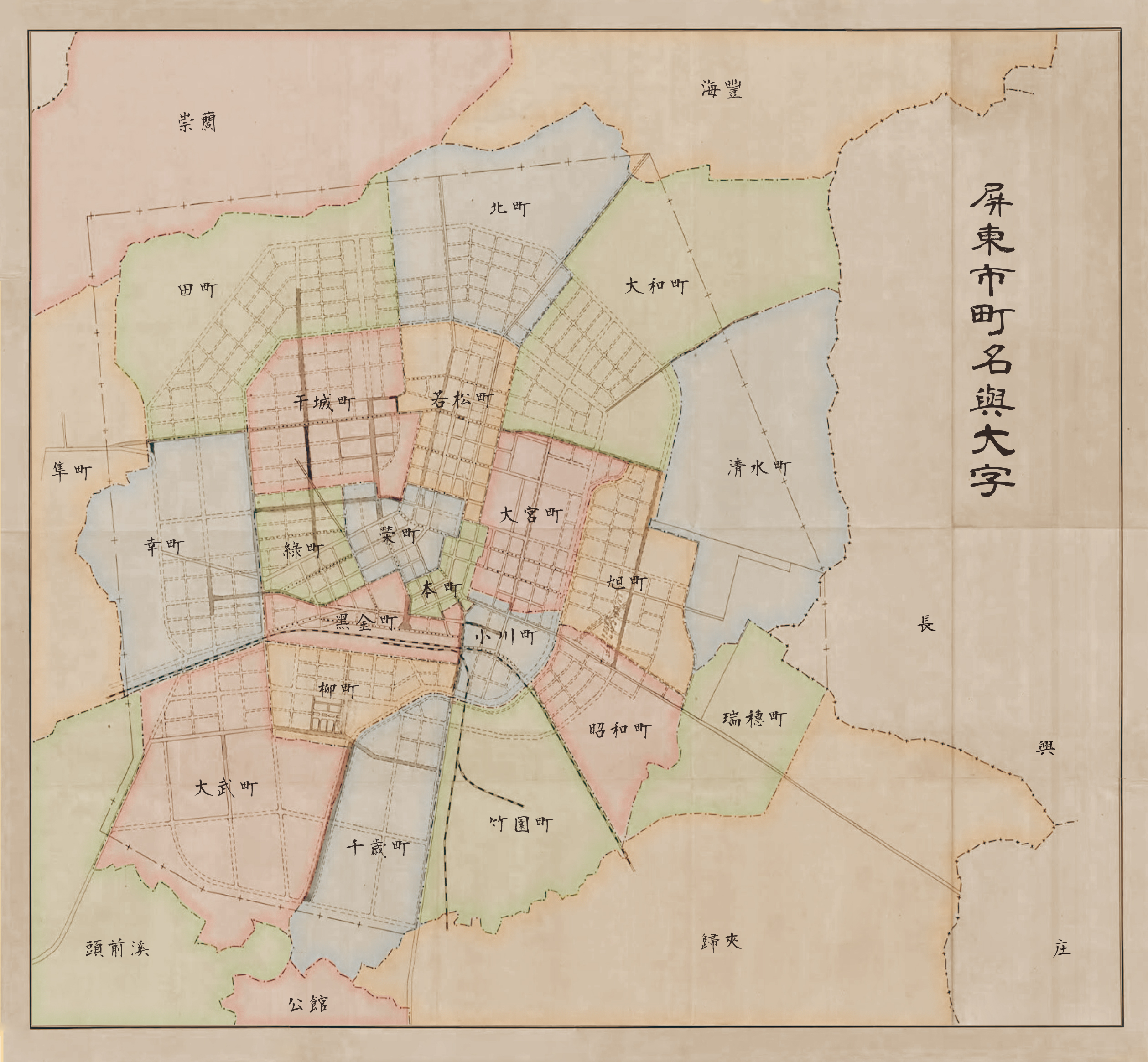
屏東市町名與大字

大武町為屏東市在台灣日治時期的一個行政區，於1939年4月1日設立，為屏東市的21個町之一。大武町大約位處現今大武里、崇武里、安鎮里和清溪里東側。

## 町內設施
- 大武公學校→大武國民學校（今大同國小）
- 陸軍高射炮第八聯隊